# یوسوکه یادا
یوسوکه یادا (انگلیسی: Yusuke Yada؛ زادهٔ ۲۲ سپتامبر ۱۹۸۳) بازیکن فوتبال اهل ژاپن است.
از باشگاه‌هایی که در آن بازی کرده‌است می‌توان به باشگاه فوتبال ساگان توسو اشاره کرد.